# Print server
Print server este un dispozitiv hardware de tehnică informațională cu ajutorul căruia se conectează o imprimantă la o rețea informatică. Un server de imprimare poate primi sarcini (comenzi de execuție) în cadrul acesteia, pe care le transmite imprimantei.